# Utva silosi Kovin
Utva silosi Kovin (code BELEX : UTSI) est une entreprise serbe qui a son siège social à Kovin, dans la province de Voïvodine. Elle travaille dans le domaine de la métallurgie.

## Histoire
Utva silosi a été créée en 1979, mais elle faisait à l'époque partie de la société Utva Pančevo. La société est devenue une entité indépendante en 1990.
Utva silosi Kovin a été admise au libre marché de la Bourse de Belgrade le 22 mars 2007 ; elle en a été exclue le 27 juillet 2012 et a été admise au marché réglementé.

## Activités
Utva silosi produit des feuilles et des plaques d'acier, des tubes métalliques destinés à des emplois variés, meubles en métal, vélos, motos, automobiles, machines et industrie du bâtiment. Elle propose également toutes sortes d'installations métalliques pour les entrepôts, les usines, les immeubles d'affaires ou les restaurants, ainsi que des clôtures métalliques. Elle fabrique des silos et toutes sortes d'équipements métalliques pour les silos.

## Données boursières
Le 28 mars 2013, l'action de Utva silosi Kovin valait 5 400 RSD (48,17 EUR). Elle a connu son cours le plus élevé, soit 14 000 RSD (124,90 EUR), le 5 février 2008 et son cours le plus bas, soit 2 936 RSD (26,20 EUR), le 2 avril 2007.
Le capital de Utva silosi Kovin est détenu à hauteur de 92,81 % par des entités juridiques, dont 20,22 % par Senjak d.o.o. Beograd, 19,81 % par Fabrika za pocinčavanje a.d. SRE, 12,03 % par Utvakom d.o.o. et 10,54 % par Miraks d.o.o. Beograd.